# Karakteristika
Karakteristika, eller karaktäristika, är heltalsdelen av en logaritm, talet före decimaltecknet,
{\displaystyle ...a_{i}...a_{1}a_{0},b_{1}b_{2}...b_{j}...}
där serien
{\displaystyle ...a_{i}...a_{1}a_{0}=...+{\frac {a_{i}}{10^{i}}}+...+{\frac {a_{1}}{10^{1}}}+{\frac {a_{0}}{10^{0}}}}
är karakteristikan (jämför mantissa). Karaktäristikan kan vara noll, ett positivt eller ett negativt heltal.